# Rząd Rainera Ferdinanda von Österreich
Rząd Rainera Ferdinanda von Österreich – rząd, rządzący Cesarstwem Austriackim od 1861 do 13 lipca 1865.
Premierem rządu był Rajner Ferdynand Habsburg. Jego rząd wydał Patent lutowy. Od 1863 rząd był coraz silniej krytykowany, co doprowadziło cesarza do dymisjonowania rządu.
Ministrem spraw wewnętrznych w tym rządzie był Anton von Schmerling.